# Championnats des quatre continents de patinage artistique 2009
Navigation
Édition précédente Édition suivante
Les championnats des quatre continents 2009 ont lieu du 2 au 8 février 2009 au Pacific Coliseum de Vancouver au Canada.
Ces championnats des quatre continents sont l'événement test pour les compétitions de patinage artistique des Jeux olympiques d'hiver de 2010 qui vont avoir lieu dans cette même arène. 

## Qualifications
Les patineurs sont éligibles à l'épreuve s'ils représentent une nation non européenne membre de l'Union internationale de patinage (International Skating Union en anglais) et s'ils ont atteint l'âge de 15 ans avant le 1er juillet 2008 dans leur pays de naissance. La compétition correspondante pour les patineurs européens est le championnat d'Europe 2009. Les fédérations nationales sélectionnent leurs patineurs en fonction de leurs propres critères, mais l'Union internationale de patinage exige un score minimum d'éléments techniques (Technical Elements Score en anglais) lors d'une compétition internationale avant les championnats des Quatre Continents.
Chaque nation membre qualifiée peut avoir jusqu'à trois inscriptions par discipline, sans tenir compte des résultats de la saison précédente.

## Podiums
| Épreuves                            | Or                          | Argent                       | Bronze                       |
| ----------------------------------- | --------------------------- | ---------------------------- | ---------------------------- |
| Messieurs résultats détaillés       | Patrick Chan                | Evan Lysacek                 | Takahiko Kozuka              |
| Dames résultats détaillés           | Kim Yuna                    | Joannie Rochette             | Mao Asada                    |
| Couples résultats détaillés         | Pang Qing / Tong Jian       | Jessica Dubé / Bryce Davison | Zhang Dan / Zhang Hao        |
| Danse sur glace résultats détaillés | Meryl Davis / Charlie White | Tessa Virtue / Scott Moir    | Emily Samuelson / Evan Bates |

## Tableau des médailles
| Rang  | Nation       | Or | Argent | Bronze | Total |
| ----- | ------------ | -- | ------ | ------ | ----- |
| 1     | Canada       | 1  | 3      | 0      | 4     |
| 2     | États-Unis   | 1  | 1      | 1      | 3     |
| 3     | Chine        | 1  | 0      | 1      | 2     |
| 4     | Corée du Sud | 1  | 0      | 0      | 1     |
| 5     | Japon        | 0  | 0      | 2      | 2     |
| Total | Total        | 4  | 4      | 4      | 12    |

## Détails des compétitions

### Messieurs

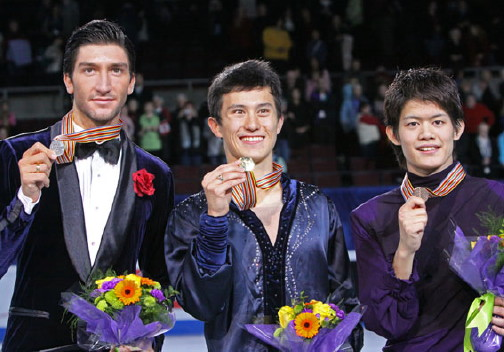
Podium des Messieurs

| Rang                                        | Nom                  | Nation           | Points | Programme court | Programme court | Programme libre | Programme libre |
| ------------------------------------------- | -------------------- | ---------------- | ------ | --------------- | --------------- | --------------- | --------------- |
| 1                                           | Patrick Chan         | Canada           | 249.19 | 1               | 88.90           | 1               | 160.29          |
| 2                                           | Evan Lysacek         | États-Unis       | 237.15 | 2               | 81.65           | 2               | 155.50          |
| 3                                           | Takahiko Kozuka      | Japon            | 221.76 | 3               | 76.61           | 4               | 145.15          |
| 4                                           | Nobunari Oda         | Japon            | 220.26 | 6               | 75.04           | 3               | 145.22          |
| 5                                           | Jeremy Abbott        | États-Unis       | 216.94 | 4               | 75.67           | 6               | 141.27          |
| 6                                           | Vaughn Chipeur       | Canada           | 212.81 | 7               | 68.00           | 5               | 144.81          |
| 7                                           | Jeremy Ten           | Canada           | 207.27 | 9               | 66.60           | 7               | 140.67          |
| 8                                           | Brandon Mroz         | États-Unis       | 196.78 | 5               | 75.05           | 9               | 121.73          |
| 9                                           | Denis Ten            | Kazakhstan       | 184.82 | 10              | 61.32           | 8               | 123.50          |
| 10                                          | Wu Jialiang          | Chine            | 182.92 | 8               | 67.75           | 11              | 115.17          |
| 11                                          | Li Chengjiang        | Chine            | 178.94 | 12              | 59.22           | 10              | 119.72          |
| 12                                          | Yasuharu Nanri       | Japon            | 157.91 | 11              | 59.44           | 13              | 98.47           |
| 13                                          | Gao Song             | Chine            | 155.45 | 13              | 58.74           | 14              | 96.71           |
| 14                                          | Abzal Rakimgaliev    | Kazakhstan       | 152.67 | 14              | 53.65           | 12              | 99.02           |
| 15                                          | Mark Webster         | Australie        | 123.08 | 17              | 43.93           | 15              | 79.15           |
| 16                                          | Kevin Alves          | Brésil           | 121.97 | 16              | 43.97           | 16              | 78.00           |
| 17                                          | Luis Hernández       | Mexique          | 118.70 | 15              | 44.66           | 18              | 74.04           |
| 18                                          | Robert McNamara      | Australie        | 116.47 | 18              | 41.59           | 17              | 74.88           |
| 19                                          | Kim Min-seok         | Corée du Sud     | 108.75 | 19              | 41.04           | 21              | 67.71           |
| 20                                          | Justin Pietersen     | Afrique du Sud   | 106.26 | 22              | 34.48           | 19              | 71.78           |
| 21                                          | Nicholas Fernandez   | Australie        | 105.54 | 21              | 37.64           | 20              | 67.90           |
| 22                                          | Charles Shou-San Pao | Taipei chinois   | 96.37  | 23              | 34.45           | 23              | 61.92           |
| 23                                          | Humberto Contreras   | Mexique          | 96.10  | 20              | 39.87           | 24              | 56.23           |
| 24                                          | Wun-Chang Shih       | Taipei chinois   | 96.04  | 24              | 31.52           | 22              | 64.52           |
| Patineurs éliminés après le programme court |                      |                  |        |                 |                 |                 |                 |
| 25                                          | Mathieu Wilson       | Nouvelle-Zélande |        | 25              | 31.15           | NC              | NC              |
| 26                                          | Sebra Yen            | Taipei chinois   |        | 26              | 31.05           | NC              | NC              |

### Dames

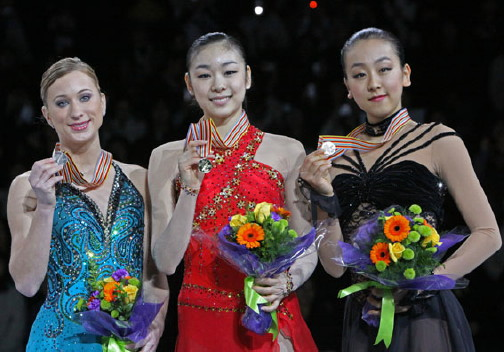
Podium des Dames

| Rang                                          | Nom                     | Nation         | Points | Programme court | Programme court | Programme libre | Programme libre |
| --------------------------------------------- | ----------------------- | -------------- | ------ | --------------- | --------------- | --------------- | --------------- |
| 1                                             | Kim Yuna                | Corée du Sud   | 189.07 | 1               | 72.24           | 3               | 116.83          |
| 2                                             | Joannie Rochette        | Canada         | 183.91 | 2               | 66.90           | 2               | 117.01          |
| 3                                             | Mao Asada               | Japon          | 176.52 | 6               | 57.86           | 1               | 118.66          |
| 4                                             | Caroline Zhang          | États-Unis     | 171.22 | 5               | 58.16           | 4               | 113.06          |
| 5                                             | Cynthia Phaneuf         | Canada         | 169.41 | 3               | 60.98           | 5               | 108.43          |
| 6                                             | Fumie Suguri            | Japon          | 167.74 | 4               | 60.18           | 6               | 107.56          |
| 7                                             | Rachael Flatt           | États-Unis     | 162.83 | 8               | 55.44           | 7               | 107.39          |
| 8                                             | Akiko Suzuki            | Japon          | 160.36 | 9               | 55.40           | 8               | 104.96          |
| 9                                             | Alissa Czisny           | États-Unis     | 159.81 | 7               | 55.62           | 9               | 104.19          |
| 10                                            | Amélie Lacoste          | Canada         | 146.18 | 10              | 49.78           | 10              | 96.40           |
| 11                                            | Liu Yan                 | Chine          | 139.50 | 12              | 47.60           | 11              | 91.90           |
| 12                                            | Anastasia Gimazetdinova | Ouzbékistan    | 125.39 | 13              | 46.22           | 14              | 79.17           |
| 13                                            | Cheltzie Lee            | Australie      | 123.88 | 15              | 43.96           | 13              | 79.92           |
| 14                                            | Kim Hyeon-jung          | Corée du Sud   | 121.64 | 17              | 41.64           | 12              | 80.00           |
| 15                                            | Xu Binshu               | Chine          | 121.00 | 11              | 48.38           | 16              | 72.62           |
| 16                                            | Kim Na-young            | Corée du Sud   | 120.28 | 16              | 43.94           | 15              | 76.34           |
| 17                                            | Ana Cecilia Cantu       | Mexique        | 108.75 | 14              | 44.82           | 18              | 63.93           |
| 18                                            | Tina Wang               | Australie      | 108.02 | 18              | 37.64           | 17              | 70.38           |
| 19                                            | Chaochih Liu            | Taipei chinois | 97.51  | 19              | 37.20           | 19              | 60.31           |
| 20                                            | Tamami Ono              | Hong Kong      | 91.89  | 24              | 33.80           | 20              | 58.09           |
| 21                                            | Michele Cantu           | Mexique        | 90.08  | 20              | 37.16           | 22              | 52.92           |
| 22                                            | Loretta Hamui           | Mexique        | 87.64  | 23              | 33.84           | 21              | 53.80           |
| 23                                            | Wang Yueren             | Chine          | 85.04  | 21              | 34.38           | 23              | 50.66           |
| 24                                            | Gracielle Jeanne Tan    | Philippines    | 80.37  | 22              | 34.02           | 24              | 46.35           |
| Patineuses éliminées après le programme court |                         |                |        |                 |                 |                 |                 |
| 25                                            | Crystal Kiang           | Taipei chinois |        | 25              | 32.52           | NC              | NC              |
| 26                                            | Melinda Wang            | Taipei chinois |        | 26              | 31.64           | NC              | NC              |
| 27                                            | Charissa Tansomboon     | Thaïlande      |        | 27              | 31.58           | NC              | NC              |
| 28                                            | Lejeanne Marais         | Afrique du Sud |        | 28              | 31.32           | NC              | NC              |
| 29                                            | Mary Grace Baldo        | Philippines    |        | 29              | 29.18           | NC              | NC              |
| 30                                            | Jessica Kurzawski       | Australie      |        | 30              | 28.94           | NC              | NC              |
| 31                                            | Elizabeth Stern         | Philippines    |        | 31              | 27.58           | NC              | NC              |
| 32                                            | Abigail Pietersen       | Afrique du Sud |        | 32              | 27.32           | NC              | NC              |
| 33                                            | Alessia Baldo           | Brésil         |        | 33              | 26.36           | NC              | NC              |
| 34                                            | Stacy Perfetti          | Brésil         |        | 34              | 24.44           | NC              | NC              |
| 35                                            | Kristine Y Lee          | Hong Kong      |        | 35              | 23.76           | NC              | NC              |
| Forfait                                       | Megan Allely            | Afrique du Sud |        | NC              | NC              | NC              | NC              |

### Couples

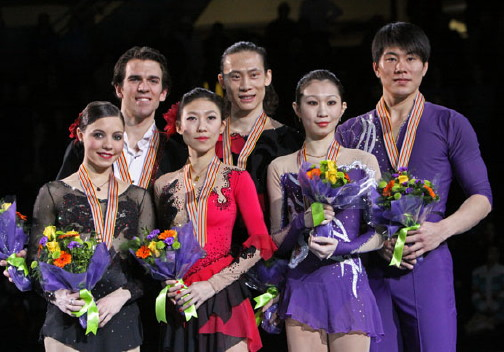
Podium des couples artistiques

| Rang | Nom                                         | Pays           | Points | Programme court | Programme court | Programme libre | Programme libre |
| ---- | ------------------------------------------- | -------------- | ------ | --------------- | --------------- | --------------- | --------------- |
| 1    | Pang Qing / Tong Jian                       | Chine          | 194.94 | 1               | 65.60           | 1               | 129.34          |
| 2    | Jessica Dubé / Bryce Davison                | Canada         | 185.62 | 2               | 64.36           | 2               | 121.26          |
| 3    | Zhang Dan / Zhang Hao                       | Chine          | 174.98 | 3               | 63.20           | 3               | 111.78          |
| 4    | Meagan Duhamel / Craig Buntin               | Canada         | 168.43 | 4               | 62.08           | 6               | 106.35          |
| 5    | Keauna McLaughlin / Rockne Brubaker         | États-Unis     | 164.01 | 7               | 54.16           | 4               | 109.85          |
| 6    | Caydee Denney / Jeremy Barrett              | États-Unis     | 161.69 | 8               | 53.60           | 5               | 108.09          |
| 7    | Rena Inoue / John Baldwin                   | États-Unis     | 157.38 | 5               | 56.78           | 7               | 100.60          |
| 8    | Mylène Brodeur / John Mattatall             | Canada         | 149.85 | 6               | 55.16           | 8               | 94.69           |
| 9    | Dong Huibo / Wu Yiming                      | Chine          | 143.33 | 9               | 52.40           | 9               | 90.93           |
| 10   | Amanda Sunyoto-Yang / Darryll Sulindro-Yang | Taipei chinois | 126.73 | 10              | 43.38           | 10              | 83.35           |
| 11   | Marina Aganina / Dmitri Zobnin              | Ouzbékistan    | 102.52 | 11              | 36.88           | 11              | 65.64           |

### Danse sur glace

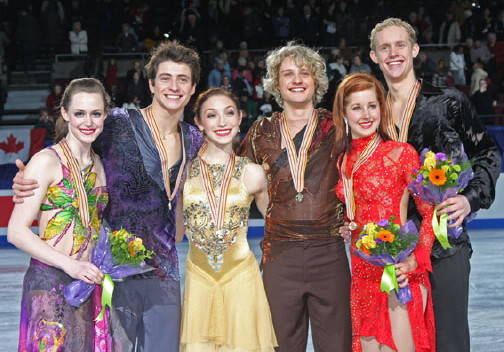
Podium de la danse sur glace

| Rang    | Nom                                 | Nation     | Points | Danse imposée | Danse imposée | Danse originale | Danse originale | Danse libre | Danse libre |
| ------- | ----------------------------------- | ---------- | ------ | ------------- | ------------- | --------------- | --------------- | ----------- | ----------- |
| 1       | Meryl Davis / Charlie White         | États-Unis | 192.39 | 2             | 35.23         | 2               | 60.42           | 1           | 96.74       |
| 2       | Tessa Virtue / Scott Moir           | Canada     | 191.81 | 1             | 36.40         | 1               | 60.90           | 2           | 94.51       |
| 3       | Emily Samuelson / Evan Bates        | États-Unis | 180.79 | 4             | 31.41         | 3               | 59.48           | 3           | 89.90       |
| 4       | Vanessa Crone / Paul Poirier        | Canada     | 176.82 | 3             | 32.43         | 4               | 56.36           | 4           | 88.03       |
| 5       | Kaitlyn Weaver / Andrew Poje        | Canada     | 168.76 | 5             | 30.62         | 5               | 53.33           | 5           | 84.81       |
| 6       | Kimberly Navarro / Brent Bommentre  | États-Unis | 151.82 | 6             | 30.59         | 6               | 47.59           | 6           | 73.64       |
| 7       | Huang Xintong / Zheng Xun           | Chine      | 142.30 | 7             | 27.56         | 7               | 46.95           | 8           | 67.79       |
| 8       | Yu Xiaoyang / Wang Chen             | Chine      | 137.90 | 8             | 24.65         | 8               | 42.12           | 7           | 71.13       |
| 9       | Wang Jiayue / Gao Chongbo           | Chine      | 132.53 | 9             | 23.31         | 9               | 41.74           | 9           | 67.48       |
| 10      | Danielle O'Brien / Gregory Merriman | Australie  | 112.93 | 10            | 19.70         | 10              | 36.13           | 10          | 57.10       |
| 11      | Maria Borounov / Evgeni Borounov    | Australie  | 101.35 | 11            | 17.51         | 11              | 31.15           | 11          | 52.69       |
| Forfait | Cathy Reed / Chris Reed             | Japon      |        | NC            | NC            | NC              | NC              | NC          | NC          |